# Witte Legioen (Zaïre)

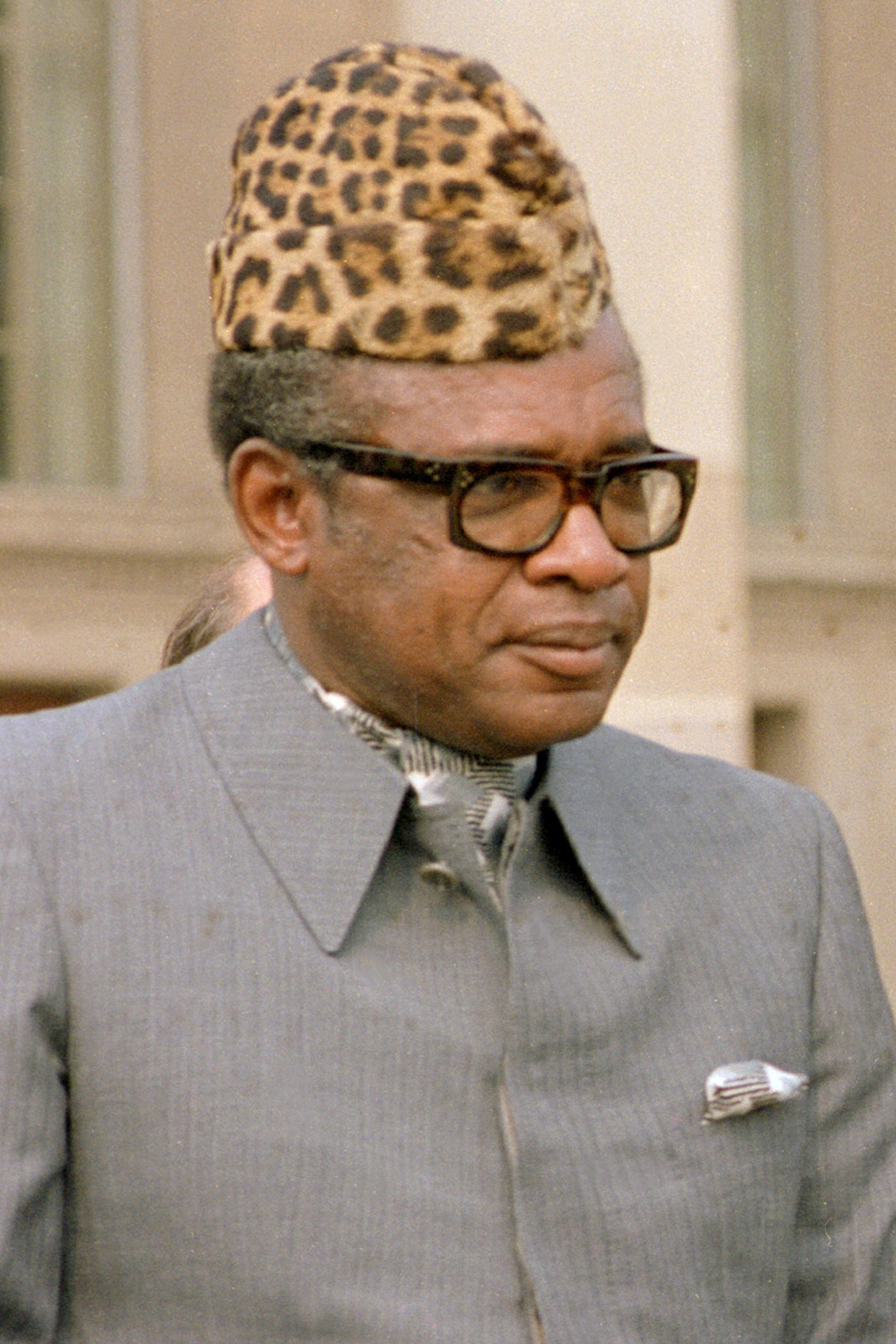
De Zaïrese president Mobutu Sese Seko gaf groen licht voor het inzetten van huurlingen van het Witte Legioen.

Het Witte Legioen was een groep huurlingen die tijdens de Eerste Congolese Burgeroorlog (1996-97) aan de zijde van de Zaïrese president Mobutu Sese Seko vochten. Deze eenheid, bestaande uit enkele honderden mannen, voornamelijk afkomstig uit voormalig Joegoslavië, kreeg de opdracht om de stad Kisangani te verdedigen en het Zaïrese leger te trainen. Deze inspanning bleek grotendeels onsuccesvol en tegen midden maart 1997 hadden de huurlingen het land verlaten.

## Lead-up
Eind 1996 informeerde Eluki Monga Aundu, de stafchef van het Zaïrese leger, premier Léon Kengo dat het onmogelijk zou zijn om een tegenoffensief te lanceren tegen de binnenvallende troepen in de Kivu-provincies zonder de hulp van huurlingen. Aundu verzocht Kengo om een plan te ontwikkelen om huurlingen aan te werven, dat ook de goedkeuring kreeg van president Mobutu Sese Seko. Vanaf dat moment werd het gebruik van huurlingen officieel toegestaan. Mobutu zocht hulp van Executive Outcomes, een particulier militair bedrijf dat al actief was in zowel de Angolese Burgeroorlog als in de Sierra Leoonse Burgeroorlog. Hij wees echter hun aanbod af vanwege de hoge kosten die eraan verbonden waren. In plaats daarvan koos hij ervoor om voormalige soldaten aan te trekken die kort daarvoor in het leger van de Bosnisch-Servische troepen hadden gediend.
Aan het einde van 1996 waren er vier afzonderlijke huurlingengroepen actief in Zaïre. Een van deze groepen bestond uit ongeveer twintig tot dertig West-Europeanen, voornamelijk Fransen, onder leiding van de voormalige Belgische kolonel Christian Tavernier. Een andere groep was samengesteld uit Bosnische Serviërs, waarvan Khareen Pech meldde dat ze uit tachtig tot honderd personen bestonden. Daarnaast was er een kleine groep Oekraïense piloten actief. De laatste groep bestond uit Zuid-Afrikaanse veiligheidsadviseurs en piloten.

## Witte Legioen

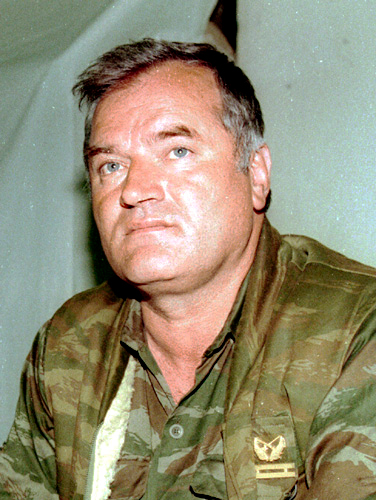
Voorheen hadden soldaten van het Witte Legioen onder Ratko Mladić gediend.

De groep huurlingen uit Oost-Europa die aan de zijde van Mobutu Sese Seko vochten, stonden bekend onder de naam Witte Legioen. Deze huurlingen bestonden voornamelijk uit leden van het 10e Sabotagedetachement van het Bosnisch-Servische leger (Leger van de Republika Srpska), en werkten samen met diverse andere huurlingen. Hoewel de eenheid tijdens de gevechten in de Bosnische oorlog onder de Servische vlag opereerde, bestond deze eigenlijk uit etnische Serviërs, Kroaten en Bosniërs. Ze rapporteerden rechtstreeks aan Ratko Mladić. Binnen het detachement dienden ook Russische en Oekraïense individuen.
Op 14 januari 1997 werd het Legioen ingezet met de opdracht om de Zaïrese strijdkrachten te trainen en de stad Kisangani te beschermen, die van aanzienlijk strategisch belang werd geacht.
Het Witte Legioen stond onder het leiderschap van kolonel Jugoslav "Yugo" Petrušić, ook wel bekend als "Dominic Yugo". Petrušić onderhield nauwe banden met de Franse Direction de la surveillance du territoire, wat hem hielp om het huurlingencontract gemakkelijker te verkrijgen. Luitenant Milorad Pelemis vervulde de rol van plaatsvervangend commandant binnen het Witte Legioen. Eerder had Pelemis gediend als commandant van het 10e Sabotagedetachement en hij was een ondergeschikte van Petrušić.
Het Witte Legioen ondernam slechts beperkte acties op eigen initiatief, enkel wanneer er een specifieke financiële beloning in het vooruitzicht werd gesteld. Een tekort aan betaling leidde er echter toe dat de huurlingen zich in het vroege voorjaar van 1997 terugtrokken naar Kisangani en weigerden verder te vechten.
Naast hun verantwoordelijkheid om Kisangani te verdedigen, kregen de huurlingen ook de opdracht om Zaïrese troepen te instrueren. Desondanks waren de huurlingen over het algemeen niet succesvol in het vervullen van deze taak.

## In de strijd

Een J-21 Jastreb zoals gevlogen door huurlingen. Met nog steeds de camouflage van de Servische luchtmacht, zonder enig rondel.

Op 14 januari 1997 werd het Witte Legioen, bestaande uit Servische leden, ingezet in Kisangani. Ze kregen de opdracht om de stadsluchthavens te beschermen en luchtsteun te bieden aan geallieerde troepen. Bovendien begonnen ze met het trainen van de militaire inlichtingendienst Service d'action et de renseignements militaires (SARM) in ongewapende gevechtstechnieken en het gebruik van vuurwapens, waaronder de AK-47, M53 en het Dragunov-sluipschuttersgeweer.
De Servische troepen gestationeerd in Kisangani werden al snel getroffen door ziektes zoals dysenterie en malaria. Bovendien ondervonden ze moeilijkheden bij het afstemmen met het Zaïrese leger, vanwege hun onbekendheid met de Franse of Swahili taal. Er deden zich ook incidenten voor waarbij ze dronken waren en lokale burgers lastigvielen. Kolonel Petrušić werd hiervoor berucht onder de plaatselijke bevolking nadat hij vanuit een jeep twee predikanten doodschoot die hem irriteerden door megafoons te gebruiken. Petrušić maakte zich ook schuldig aan het martelen van burgers met elektrische schokken afkomstig van autobatterijen en het aanvallen met bajonetten, omdat hij vermoedde dat ze infiltranten waren van de AFDL.
Onder leiding van Christian Tavernier bevonden de Franse troepen zich in Watsa, een stad zonder noemenswaardig strategisch belang. Tavernier had mijnbouwrechten in die regio verkregen, maar bracht voornamelijk tijd door in het Memling Hotel in Kinshasa.
Na verloop van tijd verslechterden de onderlinge relaties tussen de diverse huurlingengroepen. Ook de Franse troepen beschuldigden de Serviërs van het Witte Legioen van onprofessioneel gedrag. Toen de gevechten aanbraken, slaagden de Servische troepen er niet in om luchtsteun te verlenen aan de Franse huurlingen.
Op 2 februari 1997 werden de huurlingen bij Watsa aangevallen door rebellen, waardoor ze gedwongen werden zich terug te trekken. Op 1 maart kregen de huurlingen de opdracht om hun belangrijkste vliegbasis, Luchthaven Kindu, te verdedigen. De rebellen lanceerden echter een aanval en veroverden de basis. Kort daarna werd het dorp Babagulu, dat door de huurlingen werd verdedigd, aangevallen en ingenomen door de rebellen. Hierop waren de rebellen van plan om richting Kisangani op te rukken.
De huurlingen waren voornamelijk in een defensieve rol verwikkeld en trachtten nederzettingen onder controle te houden door het leggen van mijnenvelden en het gebruik van andere explosieven. De enige keer dat ze een frontale aanval op de vijand uitvoerden, was op 10 en 11 maart, toen ze de rebellentroepen aanvielen die bezig waren met een opmars op de weg tussen Bafwasende en Kisangani. In deze confrontatie slaagden ze erin om de rebellen vijf kilometer terug te drijven.
Het Witte Legioen werd echter verslagen in de slag om Kisangani medio maart 1997, vijf dagen na hun eerdere succes. Tijdens hun verdediging wisten ze weinig slachtoffers of verwondingen toe te brengen. Kort voor de val van de stad vernietigden de huurlingen hun hoofdkwartier met explosieven om te voorkomen dat de andere kant hun munitie zou buitmaken.
Naast hun sabotagetroepen hadden de huurlingen ook de beschikking over zes piloten en toegang tot diverse vliegtuigen, waaronder vier Mil Mi-24 helikopters, één Aérospatiale SA 330 Puma helikopter, vijf SA 341 Gazelle helikopters, Soko G-4 Super Galeb en Soko J-21 Jastreb, evenals drie SIAI-Marchetti S.211 vliegtuigen. De inzet van deze luchtvaartmiddelen was echter niet altijd effectief vanwege een gebrek aan coördinatie met de geallieerde strijdkrachten.